# Sarah Zobel
Sarah Zobel Kølpin (født 18. januar 1974) er en dansk psykolog og tidligere fotomodel.
Zobel er uddannet cand.psych. fra Københavns Universitet og har desuden læst ved Webster University i London og Columbia University i New York City. Hun arbejdede derefter med leder- og medarbejderudvikling hos Novo Nordisk og Compass. I dag underviser hun i meditation og driver egen erhvervspsykologpraksis. I 2009 udgav hun bogen Lev dig Lykkelig – med positiv psykologi. 

## Privat
Hun er datter af erhvervslederen Peter Zobel, halvsøster til erhvervskvinden Rigmor Zobel og har været gift med danseren Alexander Kølpin, med hvem hun har to børn. Senere blev hun gift med sangeren Burhan Genç Koç, sammen har de ét barn. Parret gik fra hinanden i starten af 2018.
|  | Artiklen om Sarah Zobel kan blive bedre, hvis der indsættes et (bedre) billede Du kan hjælpe ved at afsøge Wikimedia Commons for et passende billede eller uploade et godt billede til Wikimedia Commons iht. de tilladte licenser og indsætte det i artiklen. |